# Чемпионат Европы по дзюдо 1969
Чемпионат Европы по дзюдо 1969 года проходил в городе Остенде (Бельгия) 18 мая.

## Медалисты
| Весовая категория    | Золото                      | Серебро                   | Бронза                                                |
| -------------------- | --------------------------- | ------------------------- | ----------------------------------------------------- |
| до 63 кг             | Серж Фейст · Франция        | Дитер Шольц · ГДР         | Жан-Жак Мунье · Франция Станко Топольник · Югославия  |
| до 70 кг             | Давид Рудман · СССР         | Антоний Зайковский · ПНР  | Чеслав Кур · ПНР Патрик Виаль · Франция               |
| до 80 кг             | Анатолий Бондаренко · СССР  | Отто Смират · ГДР         | Мартин Поглайен · Нидерланды Ян Снейдерс · Нидерланды |
| до 93 кг             | Петер Снейдерс · Нидерланды | Владимир Покатаев · СССР  | Мартин Сегерс · Бельгия Пьер Жирар · Франция          |
| свыше 93 кг          | Виллем Рюска · Нидерланды   | Гиви Онашвили · СССР      | Эрих Бутка · Австрия Виталий Кузнецов · СССР          |
| Абсолютная категория | Виллем Рюска · Нидерланды   | Анзор Киброцашвили · СССР | Дирк Эвеленс · Нидерланды Владимир Саунин · СССР      |

## Медальный зачёт
| Место | Страна     | Золото | Серебро | Бронза | Всего |
| ----- | ---------- | ------ | ------- | ------ | ----- |
| 1     | Нидерланды | 3      | 0       | 3      | 6     |
| 2     | СССР       | 2      | 3       | 2      | 7     |
| 3     | Франция    | 1      | 0       | 3      | 4     |
| 4     | ГДР        | 0      | 2       | 0      | 2     |
| 5     | Польша     | 0      | 1       | 1      | 2     |
| 6=    | Югославия  | 0      | 0       | 1      | 1     |
| 6=    | Австрия    | 0      | 0       | 1      | 1     |
| 6=    | Бельгия    | 0      | 0       | 1      | 1     |